# Mohamad Ali Bahmani
Mohammad Ali Bahmani (en persan : محمدعلی بهمنی) est un poète iranien né le 16 avril 1942 à Dezfoul (Iran) et mort le 30 août 2024 à Téhéran. 

## Biographie
Mohamad Ali Bahmani a publié onze livres de poésie.

## Publications
- Le jardin muet
- C'est l'amour
- Le poète est écoutable
- Parfois je me manque
- Ghazal

### Articles de presse
- Hassan Goharpur, Biographie de Mohammad Ali Bahmani, Journal Iran, numéro 3665, 2007
- Maryam Jafari, Interview avec Mohammad Ali Bahmani, Journal Kargozaran, numéro 675, 2008